# Phú Lập
Phú Lập là một xã thuộc huyện Tân Phú, tỉnh Đồng Nai, Việt Nam.

## Địa lý
Xã Phú Lập có diện tích 29,55 km², dân số năm 2022 là 12.055 người, mật độ dân số đạt 476 người/km².

## Hành chính
Xã Phú Lập được chia thành 7 ấp: 1, 2, 3, 4, 5, 6, 7.

## Lịch sử
Năm 2016, xã Phú Lập được chia thành 7 ấp: 1, 2, 3, 4, 5, 6, 7; xã Núi Tượng được chia thành 8 ấp: 1, 2A, 2B, 3, 4, 5, 6A, 6B.
Ngày 11 tháng 8 năm 2017, UBND tỉnh Đồng Nai ban hành Quyết định số 2817/QĐ-UBND về việc:
1. Xã Phú Lập
- Sáp nhập một phần Ấp 7 vào Ấp 1.
- Sáp nhập phần còn lại của Ấp 7 vào Ấp 2.
- Thành lập Ấp 3 trên cơ sở Ấp 6 và một phần Ấp 5.
- Thành lập Ấp 4 trên cơ sở Ấp 3, một phần Ấp 5 và một phần Ấp 4 cũ.
- Sáp nhập phần còn lại của Ấp 4 cũ vào phần Ấp 5 còn lại.
- Xã Phú Lập có 5 ấp: 1, 2, 3, 4, 5.

2. Xã Núi Tượng
- Thành lập Ấp 1 trên cơ sở Ấp 2A và một phần Ấp 1, một phần Ấp 2B và một phần Ấp 3.
- Thành lập Ấp 2 trên cơ sở một phần Ấp 1, Ấp 2B và Ấp 3.
- Thành lập Ấp 3 trên cơ sở Ấp 5 và một phần Ấp 4.
- Thành lập Ấp 4 trên cơ sở Ấp 6A, Ấp 6B và một phần Ấp 4.
- Xã Núi Tượng có 4 ấp: 1, 2, 3, 4.

Ngày 28 tháng 9 năm 2024, Ủy ban Thường vụ Quốc hội ban hành Nghị quyết số 1194/NQ-UBTVQH15 về việc sắp xếp đơn vị hành chính cấp xã của tỉnh Đồng Nai giai đoạn 2023 – 2025 (nghị quyết có hiệu lực từ ngày 1 tháng 11 năm 2024). Theo đó, điều chỉnh 15,26 km² diện tích tự nhiên và quy mô dân số là 3.686 người thuộc ấp 1 và ấp 2 của xã Núi Tượng để nhập vào xã Phú Lập; xã Phú Lập có 29,55 km² diện tích tự nhiên và quy mô dân số là 12.055 người.
Ngày 20 tháng 12 năm 2024, HĐND tỉnh Đồng Nai ban hành Nghị quyết số 75/NQ-HĐND về việc:
- Đổi tên Ấp 1 của xã Núi Tượng cũ thành Ấp 6 thuộc xã Phú Lập.
- Đổi tên Ấp 2 của xã Núi Tượng cũ thành Ấp 7 thuộc xã Phú Lập.